# Sooyoung
Sooyoung (* 10. Februar 1990 in Gwangju), vollständiger Name Choi Soo-young, ist eine südkoreanische Sängerin, Schauspielerin, Model und Mitglied der Girlgroup Girls’ Generation.

## Leben
Sooyoung (수영) hat eine ältere Schwester namens Soojin (수진), die Musical-Schauspielerin ist.
Am 11. Februar 2009 schloss Sooyoung die Jungshin Women High School (정신여자고등학교) ab und am 15. Februar 2016 Chung-Ang University (중앙대학교).
Sooyoung spricht sowohl Koreanisch als auch Japanisch fließend.

### Karriere
Sie wurde 2000 bei der S.M. Open Audition entdeckt. Dann wurde sie bei der Korea Japan Ultra Female Duo Audition 2002 gecastet und bildete ab April des Jahres zusammen mit Marina Takahashi das J-Pop-Duo route 0. Die Band wurde von Kawamura Ryuichi produziert und veröffentlichte in Japan drei Singles: „Painting“, „Waku! Waku! It’s Love“ und „START“. Das Duo modelte auch für die Chubbygang Clothing Line, bevor sich die Gruppe Mitte 2003 auflöste.
Sie kehrte daraufhin nach Südkorea zurück und trat zusammen mit Park Jung-a (박정아) in einem Werbespot für Samsung Anycall auf. Zudem modelt sie auch weiterhin, unter anderem für Skoolooks Uniform (2004) und an der Seite ihrer Girls’-Generation-Bandkollegin Yoona für die 08-09 F/W SFAA Seoul Collection – Lee Ju-yeong Fashion Show (08-09 F/W SFAA 서울 콜레션-이주영 패션쇼) in der Seoul Hakyohul Exhibition Hall am 20. März 2008.
2005 wurde das Lied „I am“ veröffentlicht, das Sooyoung für den koreanischen Soundtrack der Animeserie Inu Yasha sang. Im selben Jahr arbeitete sie auch als VJ der Sendung Hello Chat von Mnet zusammen mit Kangin von Super Junior. Vom Juli 2007 bis zum Januar 2008 moderierte sie dann die Radiosendung Cheonbang Jichuk (천방지축) zusammen mit Sungmin von Super Junior.
Am 10. Juli 2007 wurde sie als weiteres Mitglied der Girls’ Generation, der neuen Girlgroup von S.M. Entertainment, vorgestellt. Neben den zahlreichen Auftritten mit ihrer Gruppe hat sie auch weiterhin viele Solo-Aktivitäten, z. B. in Fernsehsendungen.
2007 spielte Sooyoung eine Nebenrolle in der KBS-Sitcom Unstoppable Wedding (못말리는 결혼). Eine weitere, etwas größere Nebenrolle hatte sie 2008 in der romantischen Komödie Hello Schoolgirl (순정만화; Sunjeong Manhwa). 2009 war sie Moderatorin des MBC-Programms Hwansangui Jjakkkung (환상의 짝꿍) zusammen mit O Sang-jin.
Am 8. August 2008 wurde der Trot-Song „Must!“ („꼭“, „Kkok“) von Sooyoung und ihrer Bandkollegin Yuri veröffentlicht, der als Eröffnungslied der Fernsehserie Working Mom (워킹 맘) dient. Am 14. Mai 2009 erschien die EP The First Memories von The Blue, das auch den Song „Neomaneul Neukkimyeo“ („너만을 느끼며“) mit Sooyoung und ihrer Bandkollegin Tiffany enthält.
Des Weiteren hatte sie zusammen mit ihren Bandkolleginnen Seohyun und Yuri am 11. Oktober 2009 ein Fotoshooting mit QTV für das Projekt „Dreaming Water“. Dabei handelt es sich um eine Kampagne der UNICEF und Cosmopolitan zur Erhaltung der Umwelt und sauberen Wassers.
Am 7. März 2010 trat sie mit ihren Bandkolleginnen Hyoyeon und Jessica in der TV-Serie Oh! My Lady (오! 마이 레이디) von SBS auf. Zudem hat sie in den Fernsehserien The Third Hospital und The Spring Day of My Life die Hauptrollen übernommen.

### Girls’ Generation
Die südkoreanische Mädchengruppe Girls’ Generation (소녀시대; 少女時代) wurde 2007 von S.M. Entertainment gegründet. Am 2. August 2007 erschien ihre erste Single Into the New World, den ersten offiziellen Auftritt hatten sie in der Musiksendung Inkigayo (인기가요) am 5. August 2007. Das erste Album Girls’ Generation war das erste einer Girlgroup seit 2002, das sich in Südkorea über 100.000 Mal verkaufte. An diesen Erfolg konnte die Gruppe mit dem folgenden Album und EPs anknüpfen.
2009 stellte die Gruppe mit dem Titel Gee einen neuen Rekord in der KBS-Sendung Music Bank auf, indem sie neun aufeinanderfolgende Wochen den ersten Platz erreichten. Ende 2009 begannen Girls’ Generation ihre Asientournee mit dem Namen Into the new world in Seoul. Seit August 2010 ist die Gruppe zunehmend in Japan aktiv und erreicht mit ihren beiden veröffentlichten Singles den Gold-Status. Außerdem sind die Gruppenmitglieder beliebte Werbeträger, anderem für Samyang Ramen, den Wasserpark Caribbean Bay und die Stadt Seoul.
Am 28. August 2011 erlitt sie bei einem Autounfall einen Kreuzbeinbruch. Deshalb konnte sie an den Konzerten der SMTown World Tour in Tokio vom 2. bis 4. September sowie am Taiwan-Konzert der Girls Generation’ Tour vom 9. bis 11. September 2011 nicht teilnehmen.

## Filmografie

### Film
- 2008: Hello Schoolgirl (순정만화; Sunjeong Manhwa) als Jeong Da-jeong (정다정)
- 2025: From the World of John Wick: Ballerina

### Fernsehen
- 2007: Unstoppable Marriage (못말리는 결혼; Monmallineun Gyeolhon)
- 2009: Hwansangui Jjakkkung (환상의 짝꿍)
- 2010: Invincible Youth (청춘불패; cheong-chun-bul-pae), Cameo-Auftritt
- 2010: Oh! My Lady (오! 마이 레이디), Cameo-Auftritt
- 2011: Paradise Ranch (파라다이스 목장), Cameo-Auftritt
- 2012: The 3rd Hospital (제3병원) als Lee Ui-Jin
- 2013: Dating Agency: Cyrano (연애조작단; 시라노; Yeonaejojakdan; Sirano) als Gong Min-young
- 2014: The Spring Day of My Life (내 생애 봄날) als Lee Bom-Yi
- 2016: Perfect Sense (완벽한 이해)
- 2016: 38 Task Force (38사기동대, 38 sagidongdae) als Chun Sung Hee